# It's All Over Now
«It's All Over Now» —en español: «Ahora todo ha terminado»— es una canción escrita por Bobby Womack y Shirley Womack. 
The Valentinos grabaron la canción en United Recording en Hollywood el 24 de marzo de 1964 y fue publicada dos meses después por primera vez en el sello SAR Records, propiedad de Sam Cooke.
La versión de The Valentinos llegó a la lista Billboard Hot 100 en junio de 1964, durando dos semanas y alcanzando el puesto 94.

## Versión de The Rolling Stones
Los Stones escucharon por primera vez la canción durante su primera gira por Norteamérica, en junio de 1964, con el disc jockey Murray the K. Nueve días después decidieron grabarla en los estudios de Chess Records en Chicago. 
Años después Bobby Womack dijo en una entrevista que él no quería que la canción fuese interpretada por los Stones, informándole a su mánager de la negativa. Tiempo después el mánager lo convenció y les entregó la canción. Seis meses después Womarck recibió el cheque de regalías y le dijo a su mánager que Mick Jagger podría tener todas las canciones que quisiera. 
La versión hecha por los Rolling Stones de «It's All Over Now» es la más famosa de todas. Este fue el tercer sencillo publicado por la banda en Norteamérica y permaneció en el Billboard Hot 100 durante diez semanas alcanzando la posición # 26. Meses después apareció en el segundo álbum americano 12 x 5. Pronto se publicó como sencillo en el Reino Unido y fue el primer #1 de la banda. Esta canción fue interpretada en vivo durante varias presentaciones de los años 60.

### Personal
Acreditados:
- Mick Jagger: voz, percusión
- Keith Richards: guitarra solista, coros
- Brian Jones: guitarra rítmica, coros
- Bill Wyman: bajo, coros
- Charlie Watts: batería
- Ian Stewart: piano

### Posicionamiento en las listas
| Listas (1964)                         | Mejor posición |
| ------------------------------------- | -------------- |
| Alemania (Offizielle Deutsche Charts) | 14             |
| Bélgica (Flandes) (Ultratop 50)       | 8              |
| Canadá (RPM Top Singles)              | 26             |
| Estados Unidos (Billboard Hot 100)    | 26             |
| Irlanda (IRMA)                        | 2              |
| Nueva Zelanda (Lever Hit Parade)      | 2              |
| Noruega (VG-lista)                    | 5              |
| Países Bajos (Mega Single Top 100)    | 1              |
| Reino Unido (UK Singles Chart)        | 1              |

## Otras versiones
Esta canción también ha sido interpretada por Waylon Jennings, Johnny Winter, Social Distortion, Rod Stewart, Los Jocker's, Molly Hatchet, Ducks Deluxe, The Grateful Dead, Mad Mods and Englishman y por Ry Cooder en su álbum Paradise and Lunch.